# Wapen van Spaarnwoude

Het wapen van Spaarnwoude

Het wapen van Spaarnwoude werd op 22 oktober 1817 bij besluit van de Hoge Raad van Adel bevestigd aan de Noord-Hollandse gemeente Spaarnwoude. Op 8 september 1857 fuseerde de gemeente met Haarlemmerliede tot de gemeente Haarlemmerliede en Spaarnwoude. Na de fusie voerde de nieuwe gemeente hetzelfde wapen, dat op 12 maart 1858 bij besluit van de minister van Binnenlandse Zaken aan de nieuwe gemeente werd verleend. Haarlemmerliede gebruikte officieus sinds 1817 hetzelfde wapen als Spaarnwoude.

## Blazoenering
De blazoenering van het wapen luidde als volgt:
Van lazuur beladen met eenen klimmende leeuw van goud.
De heraldische kleuren in het wapen zijn lazuur (blauw) en goud (geel). Dit zijn de rijkskleuren.

## Geschiedenis
Het wapen is afgeleid van dat van de heren van Spaarnwoude, die een zilveren leeuw met rode tong en nagels op een blauw veld voerden, waarbij het veld bezaaid was met zilveren blokjes. Het huidige wapen van Haarlemmerliede en Spaarnwoude is direct van het wapen van de heren van Spaarnwoude afgeleid.

## Verwante wapens

Het eerste wapen van Haarlemmerliede en Spaarnwoude (officieus)
Het huidige wapen van Haarlemmerliede en Spaarnwoude

Abbekerk
· Akersloot
· Andijk
· Ankeveen
· Anna Paulowna
· Assendelft
· Avenhorn
· Barsingerhorn
· Beemster
· Beets
· Bennebroek
· Berkenrode
· Berkhout
· Bijlmermeer
· Blokker
· Bovenkarspel
· Broek in Waterland
· Broek op Langedijk
· Buiksloot
· Bussum
· Callantsoog
· De Rijp
· Egmond
· Egmond aan Zee
· Egmond-Binnen
· Graft
·  Graft-De Rijp
· 's-Graveland
· Groet
· Grootebroek
· Grosthuizen
· Haarlemmerliede
· Haarlemmerliede en Spaarnwoude
· Harenkarspel
· Heerhugowaard
· Hensbroek
· Hoogkarspel
· Hoogwoud
· Ilpendam
· Jisp
· Kalslagen
· Katwoude
· Koedijk
· Koog aan de Zaan
· Kortenhoef
· Krommenie
· Kwadijk
· Langedijk
· Leimuiden
· Limmen
· Marken
· Middelie
· Midwoud
· Monnickendam
· Muiden
· Naarden
· Nederhorst den Berg
· Nibbixwoud
· Niedorp
· Nieuwe Niedorp
· Nieuwendam
· Nieuwer-Amstel
· Noord-Scharwoude
· Noorder-Koggenland
· Obdam
· Oosthuizen
· Opperdoes
· Oterleek
· Oude Niedorp
· Oudendijk
· Oudkarspel
· Oudorp
· Petten
· Ransdorp
· Schardam
· Scharwoude
· Schellingwoude
· Schellinkhout
· Schermer
· Schermerhorn
· Schoorl
· Schoten
· Sijbekarspel
· Sint Maarten
· Sint Pancras
· Sloten
· Spaarndam
· Spaarnwoude
· Spanbroek
· Twisk
· Urk
· Ursem
· Veenhuizen
· Venhuizen
· Warder
· Warmenhuizen
· Waverveen
· Weesp
· Weesperkarspel
· Wervershoof
· Wester-Koggenland
· Westwoud
· Westzaan
· Wieringen
· Wieringermeer
· Wieringerwaard
· Wijdenes
. Wijdewormer
. Wijk aan Zee en Duin
· Wimmenum
· Winkel
· Wognum
· Wormer
· Wormerveer
· Zaandam
· Zaandijk
· Zeevang
· Zijpe
· Zuid-Scharwoude
· Zuid- en Noord-Schermer
· Zwaag

Dorpswapens:
Hauwert
· Volendam
· Zwaagdijk-West